# 1709 en architecture
| Années de l'architecture : 1706 - 1707 - 1708 - 1709 - 1710 - 1711 - 1712    |
| Décennies de l'architecture : 1670 - 1680 - 1690 - 1700 - 1710 - 1720 - 1730 |

Cet article présente les faits marquants de l'année 1709 en architecture.

## Réalisations
- La Woodbox Inn est construite à Nantucket par le capitaine George Bunker.
- À Vienne, achèvement du premier Theater am Kärntnertor (détruit définitivement en 1870).

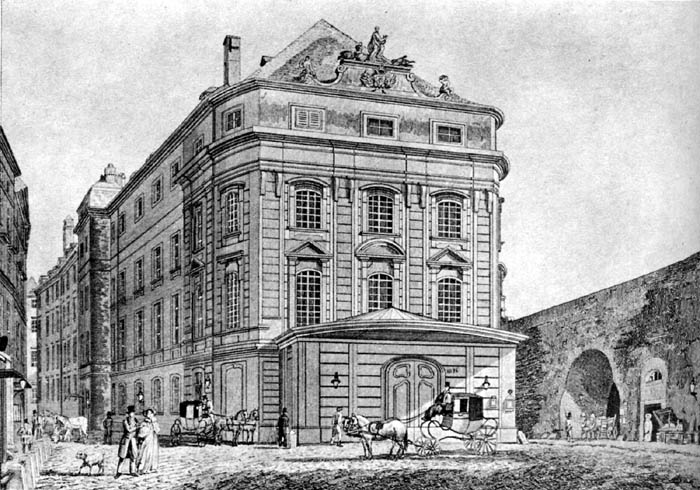
Aspect du Theater am Kärntnertor en 1830.

- Ponte Clementino à Civita Castellana en Italie.

## Événements
- Début des travaux du Hradec Králové, la résidence des évêques à Prague, qui deviendra l'un des bâtiments baroques les plus élaborés de la ville. Il sera terminé en 1716).

## Décès
- x